# Патуска, Арналдо
Арналдо Патуска да Силвейра (порт.-браз. Arnaldo Patusca da Silveira; 6 августа 1894, Сантус, Сан-Паулу — 24 июня 1980, Сантус, Сан-Паулу) — бразильский футболист, нападающий. Выступал за сборную Бразилии, в 1919 году недолго был главным тренером национальной команды. Арналдо — племянник президента «Сантоса» Сизиньо Патуски и двоюродный брат ещё двух игроков «Сантоса» Аракена Патуски и Ари Патуски.

## Карьера
Арналдо выступал за «Американо» из Сан-Паулу и «Сан-Паулу Атлетик». 14 апреля 1912 года он стал одним из 38 человек, основавших футбольный клуб «Сантос», по другим данным основателей было 39. Также Патуска занимал пост второго секретаря Исполнительного совета клуба. 15 сентября он забил первый мяч в истории клуба, поразив ворота другой местной команды, «Атлетика» (3:2), основанного в 1889 году. 22 июня следующего года Патуска забил первые два гола в чемпионате штата Сан-Паулу, поразив ворота «Коринтианса» (6:3). За «Сантос» Паутуска выступал до 1921 года, проведя 132 матча и забив 74 гола, по другим данным 131 матч и 72 гола. Последний матч в составе команды он провёл 4 декабря 1921 года со сборной Сантуса (2:0). Также форвард сыграл в 1914 году за «Паулистано».
Арналдо выступал за сборную Бразилии. В 1914 году он помог своей команды выиграть Кубок Рока — первый международный титул для национальной команды. В 1919 году Арналдо, в качестве капитана сборной Бразилии привёл национальную команду к выигрышу первого в её истории титула чемпиона Южной Америки.
Завершив игровую карьеру, Арналдо остался в «Сантосе», работая в администрации клуба. Последние годы жизни он провёл в городе Атибая. Именем Арналдо названа улица в Сантусе.

## Международная статистика
| Матчи Арналдо Патуски за сборную Бразилии | Матчи Арналдо Патуски за сборную Бразилии | Матчи Арналдо Патуски за сборную Бразилии | Матчи Арналдо Патуски за сборную Бразилии | Матчи Арналдо Патуски за сборную Бразилии | Матчи Арналдо Патуски за сборную Бразилии | Матчи Арналдо Патуски за сборную Бразилии |
| ----------------------------------------- | ----------------------------------------- | ----------------------------------------- | ----------------------------------------- | ----------------------------------------- | ----------------------------------------- | ----------------------------------------- |
| №                                         | Дата                                      | Место проведения                          | Оппонент                                  | Счёт                                      | Голы                                      | Турнир                                    |
| 1                                         | 20 сентября 1914                          | Буэнос-Айрес                              | Аргентина                                 | 0:3                                       | —                                         | Товарищеский матч                         |
| 2                                         | 24 сентября 1914                          | Буэнос-Айрес                              | сборная клубов Буэнос-Айреса              | 3:1                                       | —                                         | Товарищеский матч                         |
| 3                                         | 27 сентября 1914                          | Буэнос-Айрес                              | Аргентина                                 | 1:0                                       | —                                         | Кубок Рока                                |
| 4                                         | 8 июля 1916                               | Буэнос-Айрес                              | Чили                                      | 1:1                                       | —                                         | Чемпионат Южной Америки                   |
| 5                                         | 10 июля 1916                              | Буэнос-Айрес                              | Аргентина                                 | 1:1                                       | —                                         | Чемпионат Южной Америки                   |
| 6                                         | 12 июля 1916                              | Буэнос-Айрес                              | Уругвай                                   | 1:2                                       | —                                         | Чемпионат Южной Америки                   |
| 7                                         | 18 июля 1916                              | Монтевидео                                | Уругвай                                   | 1:0                                       | —                                         | Товарищеский матч                         |
| 8                                         | 13 мая 1917                               | Рио-де-Жанейро                            | Спортиво Барракас                         | 2:1                                       | 1                                         | Товарищеский матч                         |
| 9                                         | 3 октября 1917                            | Монтевидео                                | Уругвай                                   | 2:4                                       | —                                         | Чемпионат Южной Америки                   |
| 10                                        | 7 октября 1917                            | Рио-де-Жанейро                            | Уругвай                                   | 0:4                                       | —                                         | Чемпионат Южной Америки                   |
| 11                                        | 12 октября 1917                           | Монтевидео                                | Чили                                      | 5:0                                       | —                                         | Чемпионат Южной Америки                   |
| 12                                        | 16 октября 1917                           | Монтевидео                                | Уругвай                                   | 1:3                                       | —                                         | Товарищеский матч                         |
| 13                                        | 11 мая 1919                               | Рио-де-Жанейро                            | Чили                                      | 6:0                                       | —                                         | Чемпионат Южной Америки                   |
| 14                                        | 18 мая 1919                               | Рио-де-Жанейро                            | Аргентина                                 | 3:1                                       | —                                         | Чемпионат Южной Америки                   |
| 15                                        | 25 мая 1919                               | Рио-де-Жанейро                            | Уругвай                                   | 2:2                                       | —                                         | Чемпионат Южной Америки                   |
| 16                                        | 29 мая 1919                               | Рио-де-Жанейро                            | Уругвай                                   | 1:0                                       | —                                         | Чемпионат Южной Америки                   |

## Достижения
- Обладатель Кубка Рока: 1914
- Чемпион Южной Америки: 1919